# Yrjö Ekqvist
Yrjö Rafael Ekqvist (Ekenäs, 10 de novembro de 1898 – Perniö, 20 de novembro de 1973) foi um atleta finlandês de lançamento do dardo.